# Darius Miles
Darius LaVar Miles (Belleville, 9 ottobre 1981) è un ex cestista statunitense, professionista nella NBA.

## Carriera
Complice l'esito negativo dei test d'ingresso per accedere alla St. John's University e una difficile situazione economica in famiglia, Miles nel 2000 si dichiara eleggibile per il draft NBA senza passare per l'università, e viene chiamato dai Los Angeles Clippers con la 3ª scelta: mai nessun liceale era stato chiamato così in alto fino a quel momento. Al termine della prima stagione viene inserito nell'All-Rookie Team, il quintetto dei migliori esordienti della lega. Rimane ai Clippers per due anni, durante i quali mette a referto poco meno di 10 punti e di 6 rimbalzi a partita, entrando dalla panchina nella maggior parte degli incontri in una squadra con l'età media tra le più basse di quel periodo.
Nell'estate 2002 si trasferisce ai Cleveland Cavaliers, in una trade che manda Andre Miller e Bryant Stith in California in cambio di Harold Jamison e dello stesso Miles. Con i Cavs gioca per circa una stagione e mezzo, anche in questo caso sfiorando la doppia cifra in fatto di media punti.
Un nuovo scambio lo vede protagonista nel gennaio 2004, quando va ai Portland Trail Blazers in cambio di Jeff McInnis e Ruben Boumtje-Boumtje. Durante la stagione 2004-2005 ai Trail Blazers (che all'epoca erano spesso soprannominati "Jail Blazers" a causa delle intemperanze e di problemi giudiziari di alcuni giocatori), Miles viene temporaneamente sospeso dopo un alterco con coach Maurice Cheeks, durante il quale il giocatore avrebbe affermato di non essere preoccupato da un'ipotetica striscia di 20 sconfitte di fila, e che Cheeks sarebbe stato comunque licenziato. Pochi mesi più tardi, il 19 aprile 2005, stabilisce il suo career-high personale con i 47 punti segnati nella sconfitta sul campo dei Denver Nuggets. L'annata 2005-2006 è quella in cui Miles fa segnare la media punti più alta, 14 a partita, ma un infortunio al ginocchio destro lo tiene lontano dai campi per circa metà stagione. Nel novembre 2006 si sottopone ad un intervento chirurgico per una microfrattura allo stesso ginocchio, ma l'infortunio lo costringe a stare lontano dai campi per due interi campionati.
Nel 2008 disputa la preseason con i Boston Celtics, ma viene svincolato prima dell'inizio della regular season anche a causa della squalifica per aver violato il programma anti-droga della NBA. Nel gennaio 2009 i Memphis Grizzlies gli offrono un contratto nonostante le minacce di azioni legali da parte dei Trail Blazers, che avevano attivato le procedure per considerare Miles un giocatore ritirato a causa dell'infortunio, e non far pesare i 18 milioni del suo restante ingaggio sul monte salariale. A Memphis, Miles gioca le sue ultime partite da cestista professionista, nonostante l'età relativamente giovane di 28 anni.
Nel maggio 2009 viene accusato di possesso di sostanze stupefacenti dopo un controllo stradale nel nativo Illinois. Nel 2010 fa la preseason con i Charlotte Bobcats, ma viene poi svincolato. Nel 2011 è stato arrestato presso i controlli di sicurezza dell'aeroporto di Saint Louis per aver tentato di portare con sé un'arma da fuoco carica.

## Statistiche

### NBA

#### Regular season
| Anno      | Squadra             | PG  | PT  | MP   | TC%  | 3P%  | TL%  | RP  | AP  | PRP | SP  | PP   |
| --------- | ------------------- | --- | --- | ---- | ---- | ---- | ---- | --- | --- | --- | --- | ---- |
| 2000-2001 | L.A. Clippers       | 81  | 21  | 26,3 | 50,5 | 5,3  | 52,1 | 5,9 | 1,2 | 0,6 | 1,5 | 9,4  |
| 2001-2002 | L.A. Clippers       | 82  | 6   | 27,2 | 48,1 | 15,8 | 62,0 | 5,5 | 2,2 | 0,9 | 1,3 | 9,5  |
| 2002-2003 | Cleveland Cavaliers | 67  | 62  | 30,0 | 41,0 | 0,0  | 59,4 | 5,4 | 2,6 | 1,0 | 1,0 | 9,2  |
| 2003-2004 | Cleveland Cavaliers | 37  | 16  | 24,0 | 43,2 | 16,7 | 54,2 | 4,5 | 2,2 | 0,7 | 0,7 | 8,9  |
| 2003-2004 | Portland T. Blazers | 42  | 40  | 28,4 | 52,6 | 20,0 | 70,2 | 4,6 | 2,0 | 1,0 | 0,8 | 12,6 |
| 2004-2005 | Portland T. Blazers | 63  | 22  | 27,0 | 48,2 | 34,8 | 60,0 | 4,7 | 2,0 | 1,2 | 1,2 | 12,8 |
| 2005-2006 | Portland T. Blazers | 40  | 23  | 32,2 | 46,1 | 20,0 | 53,4 | 4,6 | 1,8 | 1,1 | 1,0 | 14,0 |
| 2008-2009 | Memphis Grizzlies   | 34  | 0   | 8,8  | 48,5 | 16,7 | 74,2 | 1,7 | 0,5 | 0,3 | 0,6 | 3,5  |
| Carriera  | Carriera            | 446 | 190 | 26,3 | 47,2 | 16,8 | 59,0 | 4,9 | 1,9 | 0,9 | 1,1 | 10,1 |

#### Massimi in carriera
- Massimo di punti: 47 vs Denver Nuggets (19 aprile 2005)[9]
- Massimo di rimbalzi: 13 (3 volte)
- Massimo di assist: 8 (2 volte)
- Massimo di palle rubate: 6 (2 volte)
- Massimo di stoppate: 8 vs Charlotte Hornets (5 gennaio 2001)

## Palmarès
- McDonald's All-American Game (2000)
- NBA All-Rookie First Team (2001)

## Curiosità
Miles ha recitato nel film Perfect Score, in cui interpreta la parte di un giocatore di pallacanestro all'ultimo anno di high school alle prese con i tentativi di ammissione al college.